# إدوارد جون غارسيا
إدوارد جون غارسيا (بالإنجليزية: Edward J. Garcia) هو محامي وقاضي أمريكي، ولد في 24 نوفمبر 1928 في ساكرامنتو في الولايات المتحدة.